# 山東町 (兵庫県)
山東町（さんとうちょう）は、かつて兵庫県の中部にあった町。朝来郡に属した。昔の但馬・丹波の国境にあたる。兵庫県但馬県民局管轄。
2005年4月1日に同郡朝来町、和田山町、生野町と合併して朝来市（あさごし）となったため消滅した。

## 地理
地理的には兵庫県の北東部にあたり、東側を京都府天田郡夜久野町と丹波市と接する。北と西とは和田山町と接し、南側では朝来町、生野町と接している。
町の中央部で、国道9号と国道427号とが交わる。
- 与布土川、粟鹿川

### 隣接していた自治体
- 丹波市
- 朝来郡生野町、朝来町、和田山町
- 京都府天田郡夜久野町

## 歴史
- 古くは山陰道の宿場町だった。
- 1954年（昭和29年）3月31日 - 梁瀬町・粟鹿村・与布土村が合併して山東町が発足。
- 2005年（平成17年）4月1日 - 生野町・和田山町・朝来町と合併して朝来市が発足。同日山東町廃止。

## 行政
- 町長 水谷岩雄

井上英俊
多次勝昭

## 経済

### 産業
- 米作
- 養蚕
- 製糸業
- 繊維産業 - グンゼ梁瀬工場をはじめ、協力工場が数多くある。

## 地域
山東町は、大きく下の三地区に分けることができる。
- 梁瀬地区：町役場を中心とする地域で、人口的には最も多い。
- 粟鹿地区
- 与布土地区

### 教育
- 町立与布土（よふど）小学校（現在は廃校）
- 町立梁瀬小学校
- 町立粟鹿（あわが）小学校（現在は廃校）
- 町立梁瀬中学校
- 県立南但馬自然学校（県内自然学校の中核施設）
- 県立但馬やまびこの郷（不登校の児童生徒を対象とした宿泊体験施設）
- 西宮市立山東自然の家（西宮市が経営する自然体験施設）

## 交通
京都市から延びた国道9号は、福知山市を通り夜久野峠（夜久野町）を越えて兵庫県に入る。府県境を越えたところが山東町。なだらかな下り坂が続き、山陰本線と併走する。山陰本線のガードをくぐると、ほぼ山東町の中央部に出る。ここで、氷上郡青垣町（現在の丹波市）から遠阪峠を越えてきた国道427号と合流する。その後は、和田山町に向かう。
山東町は京都方面、山陰方面、丹波方面への要所で、一年中を通じて交通量が多い。特に、夏場と冬場には、帰省客や海水浴客、スキー客で混雑することが多い。町内のJR駅は、梁瀬駅のみ。

### 高速道路
- E72北近畿豊岡自動車道山東インターチェンジ

### 鉄道路線
- 中心となる駅：梁瀬駅
- 隣接市町村への連絡 和田山駅から姫路方面への連絡あり。
- 都道府県庁への連絡 いくつかのルートで行けるが、便利なのは以下の通り。
  - 山東町 → 播但連絡道路和田山IC → 姫路 → 神戸市
  - 山東町 → 遠阪峠 → 舞鶴道春日IC → 中国道 → 神戸市
  - 山東町 → 全但特急バス → 神戸市

### 道路
- 国道
  - 国道9号
  - 国道427号
- 都道府県道
  - 兵庫県道63号山東大江線
  - 兵庫県道136号浅野山東線
  - 兵庫県道275号粟鹿早田線
  - 兵庫県道276号檜倉山東線
  - 兵庫県道277号溝黒竹田線

## 名所・旧跡・観光スポット・祭事・催事

### 名所・旧跡・観光スポット
- 粟鹿神社
- 奥山渓谷・・・春の桜が有名。
- よふど温泉
- 迫間・柿坪の古墳群
- 虎御前の慰霊碑（森地区）
- ヒメハナ公園
- 楽音寺（ウツギノヒメハナバチの生息地）
- 粟鹿山登山 与布土ルートは、奥山渓谷から上り始める。

### 祭事・催事
- 秋葉神社大祭/秋葉神社、桐葉寺 （4月17日）
- 放光院春の大祭/放光院 （4月第2土曜日）
- 放光院秋の大祭/放光院 （9月21日）
- 粟鹿神社例祭/粟鹿神社 （10月17日）